# Louise Mayart

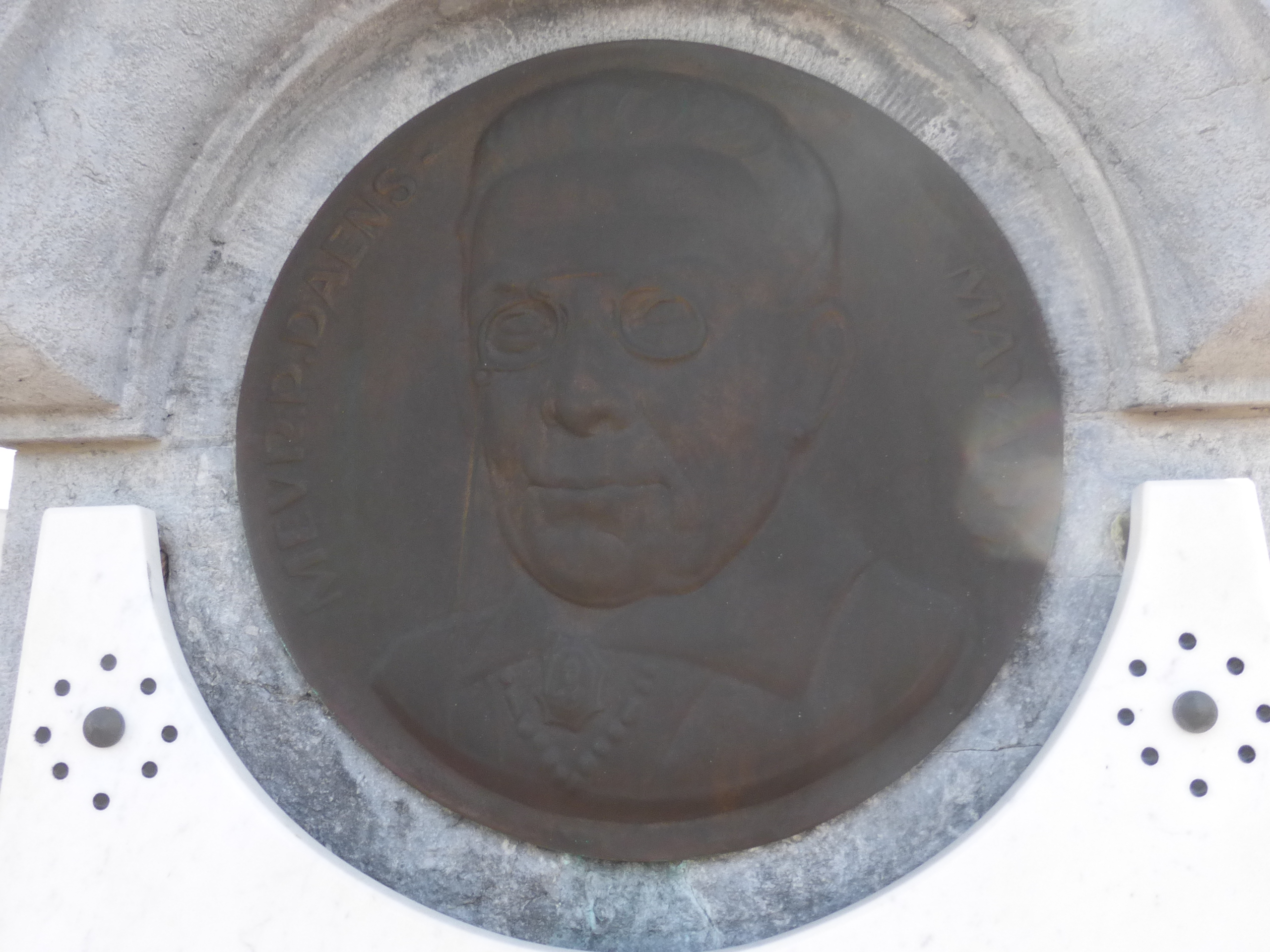
Gedenkplaat van Louise Mayart op het kerkhof van Aalst.

Anna Maria Louisa Mayart (Aalst, 16 december 1855 - aldaar, 23 mei 1937) was een politica en feministe. Ze was de leidster van het Vrouwenziekenfonds van de Kristene Volkspartij en gemeenteraadslid te Aalst.

## Biografie
Louise Mayart, geboren Anna Maria Louisa Mayart, was de dochter van Philip Mayart (een huidevetter). Op 18 april 1876 huwde ze met Pieter Daens. Zij kregen vijf kinderen: Maria Augusta Amelia, Anna Maria Phillippina, Jozef August Gabiella, Leonia Augusta Maria en Frans Paulus Jozef Sixtus.
Mayart was de boekhoudster van de drukkerij, hierdoor kon haar man zich volledig toeleggen op het drukken. De drukkerij werd Daens-Mayart genoemd. Na de dood van Daens zette Mayart zijn commerciële activiteiten voort. Ten slotte overdroeg ze de drukkerij aan de fuserende organisaties van daensisten en Vlaams-nationalisten in het arrondissement Aalst. Het Land van Aelst was tijdschrift dat in die tijd door Daens werd uitgegeven.
Indertijd waren er geen vrouwenrechten omtrent verzekeringen voor zowel ongevallen als ziekte. Wegens de ongelijkheid tegenover een mannenloon, werd er een vrouwenmutualiteit opgericht met het eerste bestuur verkozen op 10 juni 1898. Mayart werd de voorzitster.

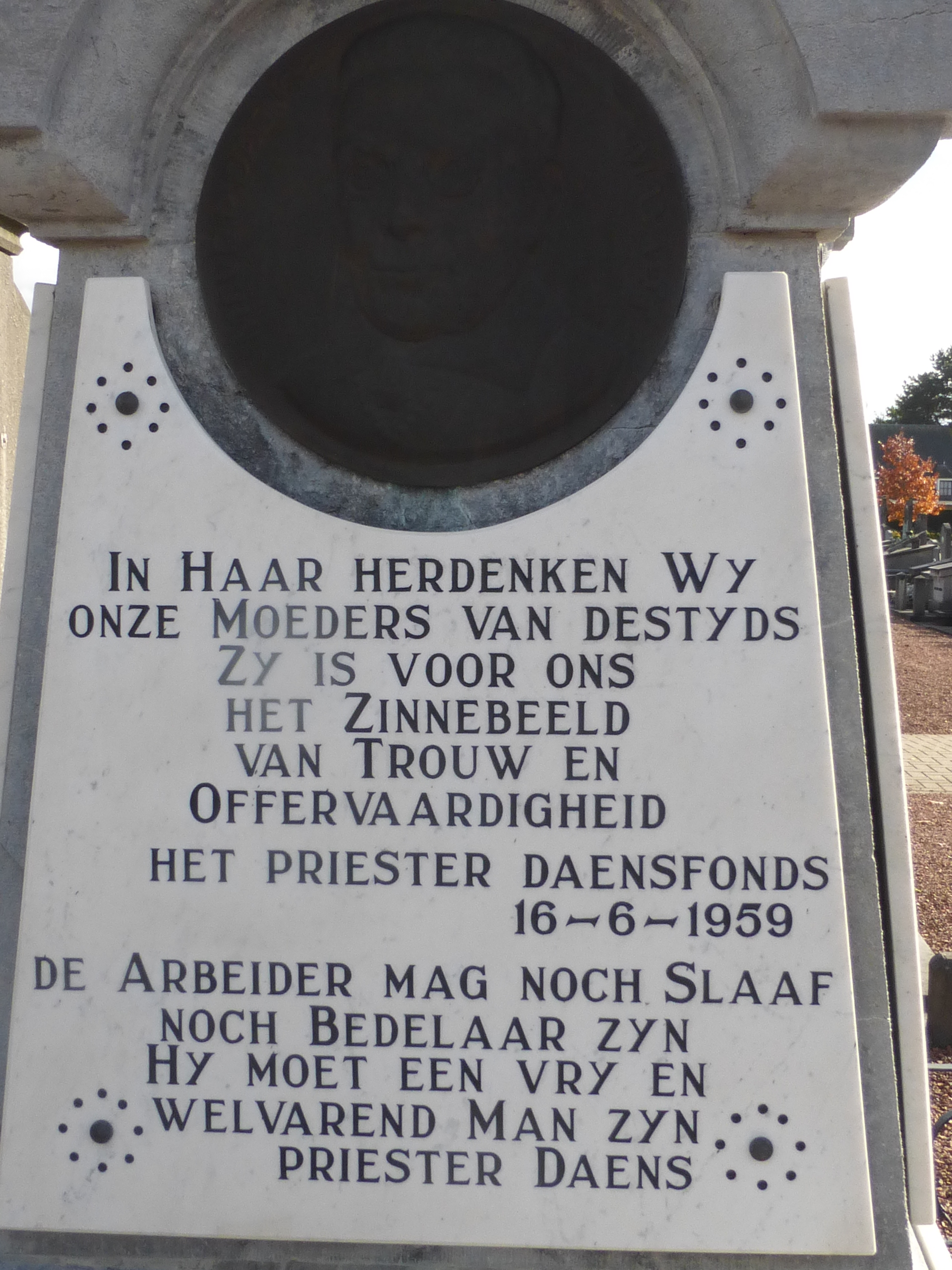

In 2020 werd besloten om een straat aan de Brakelstraat naar haar te vernoemen in Aalst. Het besluit werd genomen door Mia De Brouwer.

## De Louise Mayartprijs
De Louise Mayartprijs Is een jaarlijkse prijs die gegeven wordt door 'Vrouw en Maatschappij Aalst' aan een verdienstelijke Aalsterse vrouw. De prijs wordt sinds 2010 uitgereikt.

### Winnaars
- 2010, Ilse Roels
- 2011, Els Schockaert[6]
- 2012, Katia De Spiegeleer
- 2013, Joke Guns
- 2014, Hilde Schockaert
- 2015, Chris Lievens-Borms
- 2017, Zuster Clarette De Coene